# Callicostella guatemalensis
Callicostella guatemalensis là một loài rêu trong họ Pilotrichaceae. Loài này được (E.B. Bartram) J. Florsch. mô tả khoa học đầu tiên năm 1990.